# Setge de Danzig (1734)
El setge de Danzig va ser un setge sobre la ciutat polonesa de Danzig dut a terme per part de l'Imperi Rus durant la Guerra de Successió Polonesa (1733 - 1738).
El febrer de 1734, les forces conjuntes saxones i russes van establir el setge de la ciutat, on el rei polonès Estanislau I Leszczynski havia fugit després de la conquesta russa de Varsòvia i el seu posterior fracàs en trobar suport a Polònia. Després de 135 dies, la fortalesa va capitular, forçant a Estanislau a fugir a Königsberg. La ciutat va ser severament danyada i va haver de pagar compensacions econòmiques.

## El setge
Després d'haver conquerit Varsòvia les autoritats russes van proclamar rei a August III de Polònia i es dirigiren a Danzing perseguint Estanislau. Aquest s'havia fet fort a aquesta ciutat costanera esperant l'ajuda promesa per França, però el cardenal Fleury no la va enviar per evitar un atac anglès al Bàltic. El setge va començar el 22 de febrer de 1734, sota les ordres de Peter Lacy, amb un exèrcit rus format inicialment per 12.000 soldats.

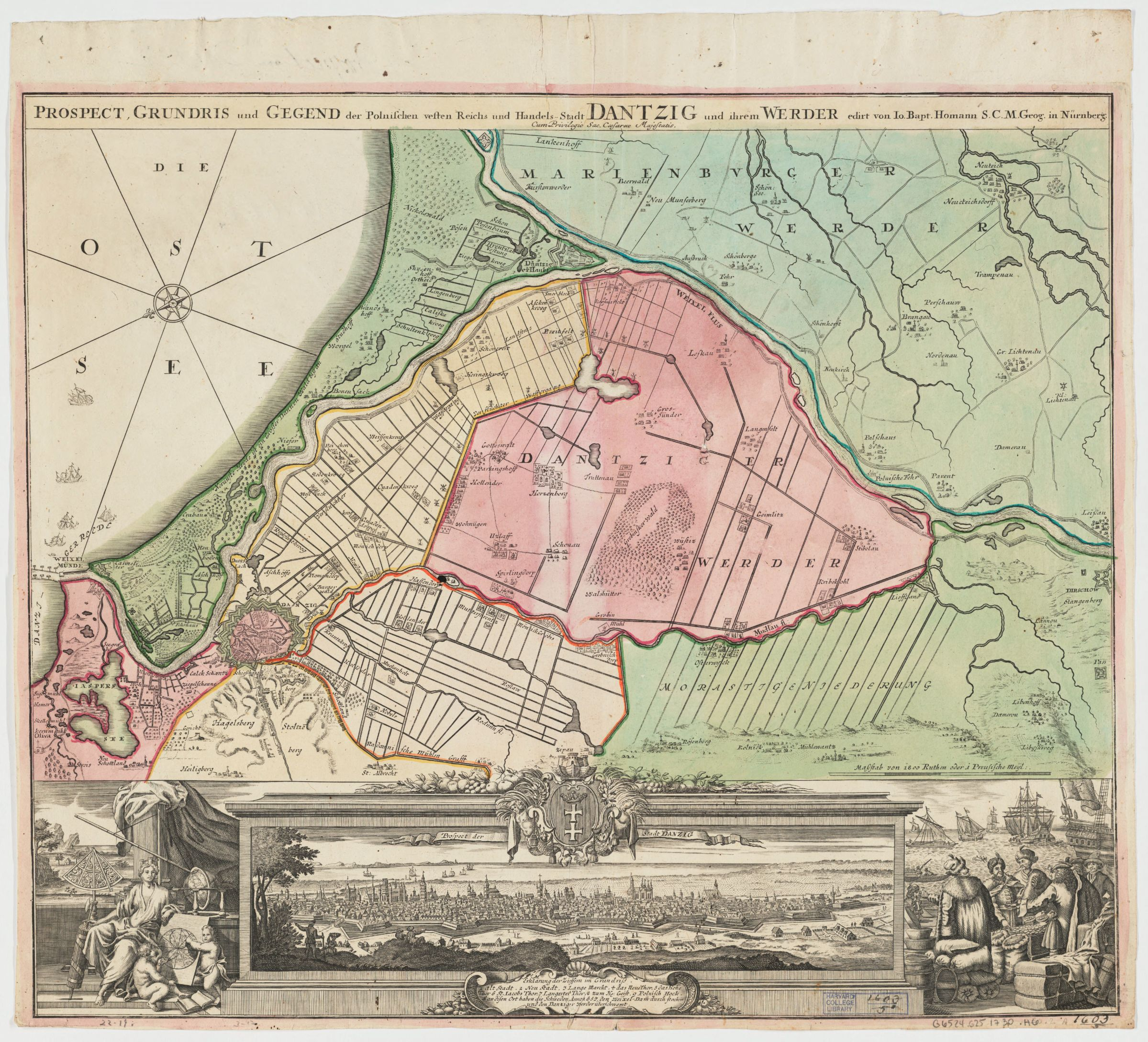
Mapa de principis del mostrant Danzig i el seu entorn.

El 17 de març de 1734, el mariscal Burkhard Christoph von Münnich va reemplaçar a Peter Lacy i el 20 de maig el tan esperat auxili francès va arribar. La flota francesa va desembarcar 2.400 homes a Westerplatte. Una setmana més tard, aquests escassos reforços van intentar trencar les posicions russes però van fracassar. Després de l'arribada de l'almirall rus Thomas Gordon l'1 de juny no va quedar altra solució que la rendició. Va ser la primera vegada que tropes franceses i russes es van enfrontar com a enemics. Finalment el 30 de juny Danzig va capitular sense condicions, després d'haver resistit un setge de 135 dies que havien ocasionat als russos, 8.000 baixes.
Ocult com un civil Estanislau havia escapat dos dies abans. Va reaparèixer a Königsberg, on va mostrar als seus partidaris un manifest que va culminar en la creació d'una confederació i l'enviament d'una petició a París per envair Saxònia amb almenys 40.000 soldats. A Ucraïna, el comte Nicolás Potocki es va mantenir com a partidari d'Estanislau.